# Rysslands örlogsflagga
Rysslands örlogsflagga (ryska: Военно-морской флаг России), även kallad Andreasflaggan (Андреевский флаг), är symbolen för Rysslands flotta som tidigare även användes av Kejsardömet Ryssland. Flaggan är vit med ett blått Andreaskors.

## Historia

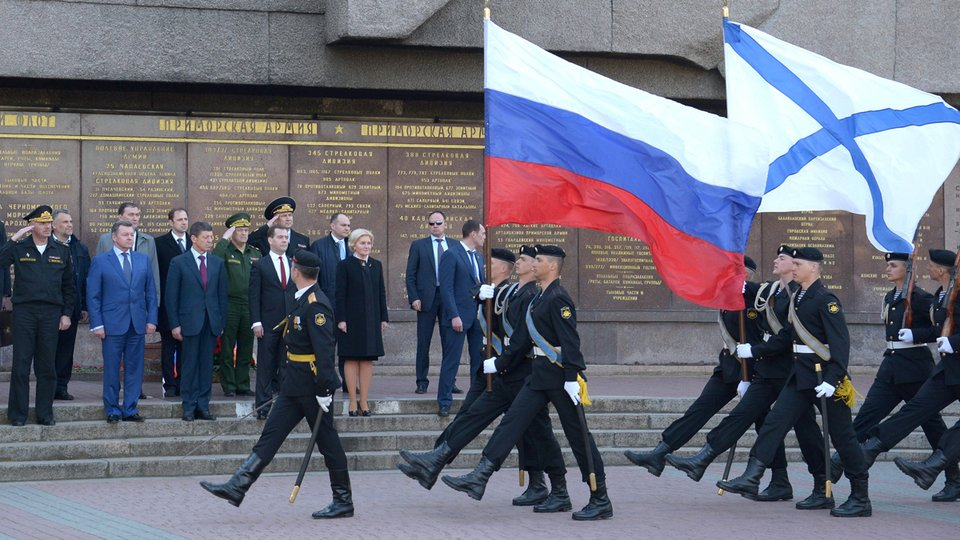
Rysslands flagga följd av örlogsflaggan i Sevastopol

Flaggan har sina rötter från slutet av 1600-talet. År 1698 utfärdade Peter den store Sankt Andreasorden som tilldelades för militära bedrifter. När Peter den store blev tsar började han gestalta fram en flagga för den ryska flottan med symboliken för Aposteln Andreas i åtanke. Flaggan är även i viss mån en hyllning till Peters far, Aleksej Michajlovitj, som introducerade en särskild flagga för det första ryska örlogsfartyget Orjol. Det fanns ett antal olika varianter men den slutgiltiga som används idag antogs 1712. Efter den ryska revolutionen 1917 avskaffades den och under Sovjettiden användes en örlogsflagga med inspiration från Sovjetunionens flagga med hammaren och skäran. Dagens flagga återinfördes 1992 efter Sovjetunionens kollaps i samband med bildandet av Rysslands flotta.

## Kuriosa
Örlogsflaggan påminner om Skottlands flagga som också har ett Andreaskors. Men Skottlands flagga har ett vitt kors på blå bakgrund. Designen i Finlands flagga kan spåras till denna örlogsflagga.